# بلعه
بلعه (به لاتین: Bal'a) یک شهرک در دولت فلسطین است که در استان طولکرم واقع شده‌است. بلعه ۲۳٫۰ کیلومتر مربع مساحت و ۶٬۶۰۴ نفر جمعیت دارد.